# BooG!e
BooG!e, nome artístico de Bobby Bowman (Los Angeles, 14 de setembro de 1981) é um ator, comediante, apresentador e rapper americano, conhecido por interpretar Costela (T-Bo na versão original),  o excêntrico dono da loja de smoothies, no sitcom da Nickelodeon, iCarly.

## Carreira
O Primeiro papel de BooG!e era como um anfitrião substituto de Robson da série O Projeto Wade, que foi ao ar na MTV em 2003. Ele e Wade Robson eram os anfitriões da turnê PULSE, uma série de workshops de fim de semana em todo o país destinados a dar aos dançarinos comerciais a chance de treinar com coreógrafos de topo. BooG!e já atuou em episódios de Andy Barker, PI, House M.D., e no filme Step Up 2: The Streets. Atualmente, ele protagoniza um papel recorrente na sitcom adolescente Nickelodeon iCarly como "Costela" (T-Bo na versão original), um excêntrico dono de uma loja que vende batido vários alimentos em uma vara e é destaque na webshow com bastante freqüência. Ele também foi indicado para ser o Panda de iParty With Victorious, na versão estendida.